# 石炭液化
石炭液化（せきたんえきか、英語：coal liquefaction または coal to liquids、略称：CTL）とは、石炭を原料に液体燃料を生産する技術である。

## 概要
狭義では、種々の方法で「化学的」に石炭を分解して石油類似の炭化水素油を製造することを指す。一方、広義では「物理的」に石炭を微粉化して水や石油と混ぜて流体化する事も石炭液化に含める場合もある。価格と大量供給においてバイオ燃料より優位である。
主に技術面よりコスト面が問題とされ、「石油が不足・高騰したときだけ一時的に注目されて研究・開発されるが、不足・高騰が解消すると忘れ去られて研究・開発は停滞する」傾向があった。
2000年代初頭、原油の値上がりと石油ピーク以降の石油の本格的な枯渇・高騰が懸念され、経済的競争力のある石油代替燃料の生産方法のひとつとして石炭液化が注目された。
石炭液化は、液化用の石炭のほか、プラント加熱用の石炭、水蒸気の還元により水素を製造するための石炭を必要とし、石炭を大量に消費するわりに人造石油はそれほど製造できず、二酸化炭素が大量に発生するのが難点である。

## 製造

### 液化法
液化法は、石炭を粉砕し溶剤と混合して高温・高圧下で水素と直接反応させる直接液化法（ベルギウス法など）と、石炭を一度ガス化（石炭ガス化）し、生成ガスを分離・精製した原料と合成反応させ液化する間接液化法（フィッシャー・トロプシュ法など）に大別される。
- ベルギウス法(IG法) - 1913年にフリードリッヒ・ベルギウスが発明[3]
- フィッシャー・トロプシュ法
- NEDOL法
- 低温乾留法
- 原子力石炭液化 - 超高温原子炉が実証炉段階に達したことにより、核熱により石炭液化プラントを加熱したり水素を発生させたりすることが可能になりつつあり、二酸化炭素の削減や、少ない石炭の量で多くの人造石油が生産されることが期待されている。

### ガス化
- ジメチルエーテル

## 歴史

### 第二次世界大戦期
第二次世界大戦期、ナチス・ドイツと大日本帝国は、石炭は自給できたが石油の自給はできなかった。
ナチス・ドイツはベルギウス法やフィッシャー・トロプシュ法によってガソリンや軽油類似の燃料を合成し、かなりの量の軍用燃料を自給することができた。1943年、アメリカ軍によるタイダルウェーブ作戦でルーマニアのプロイェシュティ油田を失ってからは、人造石油がドイツの石油供給の8割を担っていたが、イギリス軍とアメリカ軍の爆撃で石炭液化工場が破壊され、またルール炭田やシレジア炭田が連合国に占領されたことで、戦争末期は石油供給が崩壊した。
日本は、「国産の人造石油より、仮想敵国のアメリカに石油を依存した方が安上がり」というのが当時の政府の考えだったため、ドイツより10年以上人造石油工場の建設着手が遅れ、自給体制が不備であった。
第二次世界大戦開戦の3年前に「3年で石油自給率を1％から100％に引き上げる」という無謀ともいえる計画を立てたが、1940年の仏印進駐により、アメリカにくず鉄を禁輸されたことで大幅に製鉄能力が低下したことに加え、生産される鉄鋼の多くが大和型戦艦や翔鶴型航空母艦の建造のために利用されたため、人造石油工場の建設に鋼材が充分に配給されず、十分な数の工場を建てることができずに終戦を迎えた。
また、ナチス・ドイツから設計図を導入したものの、平炉製鉄を用いたことにより良質の鋼材が手に入らなかった事や、工作機械の加工精度がナチス・ドイツより低かった事などが原因で、工場で水素漏れ・溶剤漏れによる火災事故が相次ぎ、北海道人造石油、南満州鉄道や朝鮮半島で一部プラントが稼働したものの、人造石油の生産量は計画の10分の1にとどまった。
なお、日独双方とも戦時下の軍事必需品としての生産であり、コストはアメリカ産石油の倍以上であった。

### 大戦後
第二次世界大戦後、1960年代に中東で大油田が開発され、原油価格は一時期1バーレルあたり2ドル前後に低下したため、石炭液化は急速に忘れ去られていった。
しかし、アパルトヘイトによる経済制裁のために石油輸入が途絶えた南アフリカでは、当時アフリカ最大の産炭国であったことを生かし、国営の南アフリカ石炭石油ガス株式会社（en:Sasol）社がフィッシャー・トロプシュ法を用いた石炭液化プラントを建設し、人造石油で同国内を走行する自動車等の燃料を賄った。
1970年代、二度のオイルショックがあり、1979年には原油価格は1バーレルあたり50ドルまで跳ね上がったために、火力発電や産業燃料は石炭の使用に回帰していった。

### 2000年代の新局面
1996年以降、原油価格は上昇傾向にあり、2007年には1バーレルあたり約150ドルに達した。石油の高騰に加え枯渇も懸念される中、アメリカ・中国・インドネシアなど、世界各地で石炭液化プラントの建設計画が進んでいる。2008年8月19日、中国海洋石油総公司（中海油）傘下の海油（北京）能源投資有限会社は、オーストラリアのアルトナ社と、石炭液化・発電連合プロジェクトの合資建設において合意した。また、同年10月14日にはブリスベンを拠点とする石炭開発企業のリンク・エナジーが、クイーンズランド州南部チンチラで、石炭からディーゼル燃料を生産するGTL試験プラントを稼働させた。
2008年後半に原油価格が1バーレルあたり約40ドルに暴落し、石炭液化の事業化を見直す動きが一時期出た。しかし、翌年になり再び原油価格が1バーレル80ドルに上昇し、2012年までは80-100ドルに達したことで、石油ピークを越えて石油生産は枯渇衰退期に入っており、今後は1バーレル50ドル前後が底値になるだろうとみて、再び石炭液化の投資は拡大している。